# Eric Nordlander (grosshandlare)

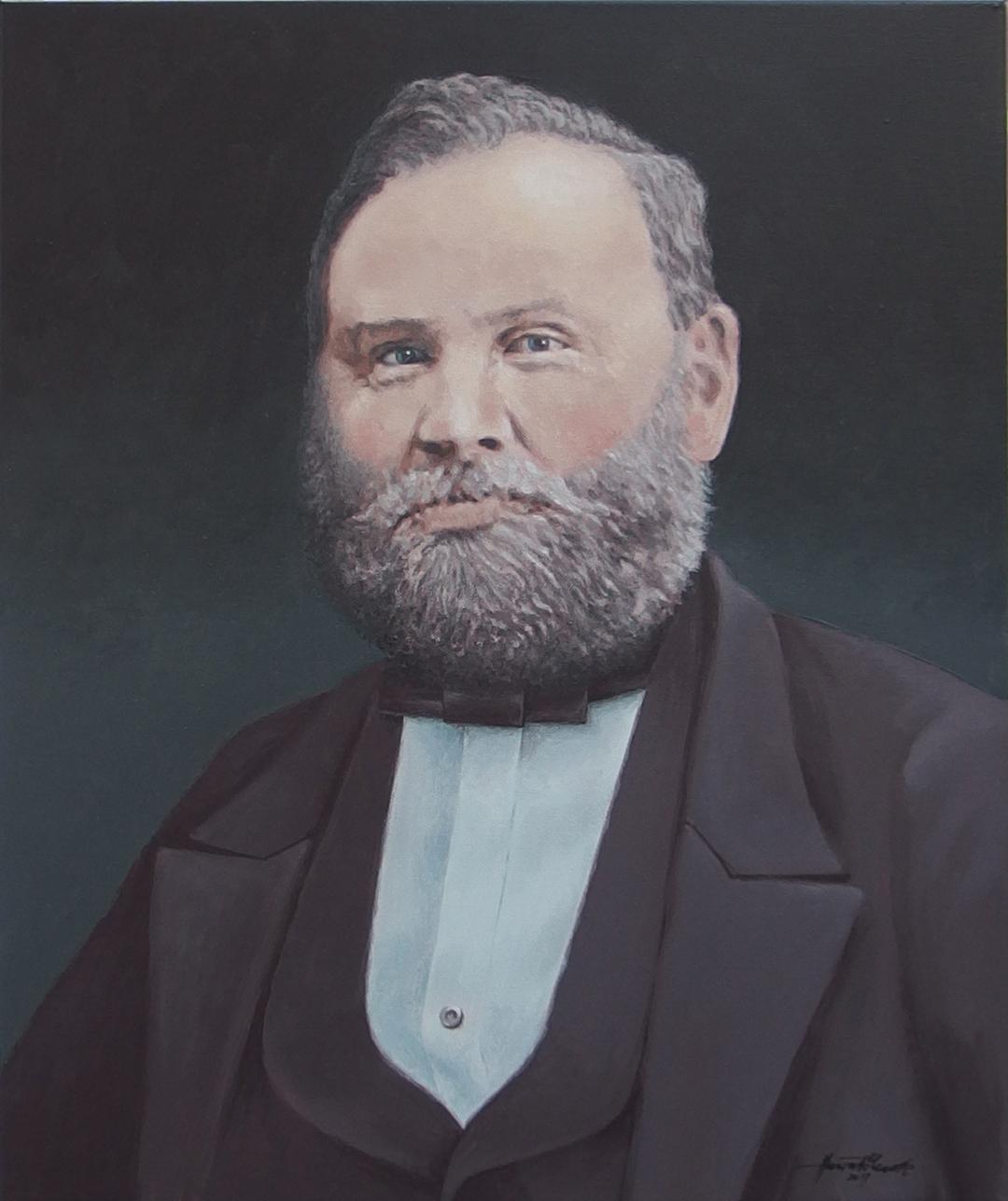
Eric Nordlander 1773–1847

Eric Nordlander, född 1773, död 1847, var en svensk grosshandlare och Stockholms siste stadsmajor samt chef för Stockholms Borgerskaps norra bataljon.

## Biografi
Nordlander skapade en omfattande spannmåls- och livsmedelshandel på Norrland och Finland samt drev en stor diskonteringsrörelse i en tid då det knappast fanns några privatbanker. Vid statskuppen 1809, då Gustav IV Adolf avsattes, var Nordlander stadskapten och skulle på kungens befallning med borgargardet ha avlöst von Engelbrechtska regementet som högvakt vid slottet från klockan 6 den morgon då kungen arresterades, men vaktombytet uppsköts på obekant order så att det kungatrogna borgargardet inte skulle vara på plats för att ingripa mot kuppmakarna.
Nordlander, som var framstående frimurare och medlem av Stora sällskapet och Par Bricole, förvärvade några år före sin död Hagge bruk i södra Dalarna, som hans efterkommande fortsatte att driva. Själv från ett bondehem dog han som en av Sveriges rikaste män. I sitt testamente förordnade han om donationer till bland annat. Frimurarebarnhuset samt till stipendier vid Uppsala universitet och gymnasiet i Härnösand.
Han var far till Axel Nordlander d.ä.